# Лукино (Ленинградская область)
Лукино — деревня в Пашозёрском сельском поселении Тихвинского района Ленинградской области.

## История

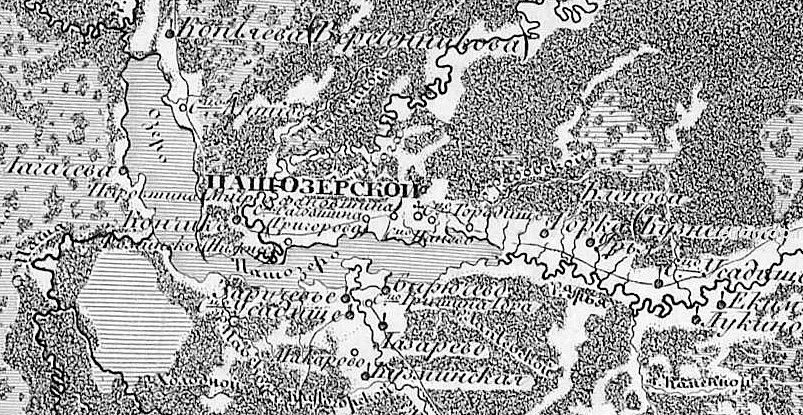
Деревня Лукино на карте 1847 года

ЛУКИНО — деревня Лукинского общества, прихода Пашеозерского погоста. Река Урья. 

Крестьянских дворов — 17. Строений — 54, в том числе жилых — 28. Мелочная лавка, 3 водяных мельницы.

Число жителей по семейным спискам 1879 г.: 61 м. п., 58 ж. п.; по приходским сведениям 1879 г.: 50 м. п., 47 ж. п.

В конце XIX — начале XX века деревня административно относилась к Лукинской волости 2-го земского участка 2-го стана Тихвинского уезда Новгородской губернии.

ЛУКИНО — деревня Лукинского общества, дворов — 27, жилых домов — 32, число жителей: 94 м. п., 94 ж. п.
 
Занятия жителей — земледелие, лесные заработки. Река Урья. (1910 год)

С 1917 по 1918 год деревня входила в состав Лукинской волости Тихвинского уезда Новгородской губернии. 
С 1918 года в составе Череповецкой губернии.
С 1927 года в составе Лукинского сельсовета Капшинского района.
В 1928 году население деревни составляло 217 человек.
Согласно карте Ленинградской области Северо-западного аэрогеодезического треста ГГУ издания 1932 года деревня насчитывала 26 крестьянских дворов:
| Внешние изображения | Внешние изображения               |
| ------------------- | --------------------------------- |
|                     | Деревня Лукино на карте 1932 года |

По данным 1933 года деревня Лукино являлась административным центром Лукинского сельсовета Капшинского района, в который входили 10 населённых пунктов: деревни Екимово, Кулыгино, Лариково, Лукино, Остров, Сяргозеро, Урья, Усторонье, Шейкино, Шигола, общей численностью населения 1092 человека.
По данным 1936 года в состав Лукинского сельсовета входили 10 населённых пунктов, 198 хозяйств и 5 колхозов.
В 1958 году население деревни составляло 99 человек.
С 1963 года в составе Тихвинского района.
По данным 1966 года деревня Лукино также являлась административным центром Лукинского сельсовета Тихвинского района.
По данным 1973 и 1990 годов деревня Лукино входила в состав Пашозёрского сельсовета.
В 1997 году в деревне Лукино Пашозёрской волости проживали 38 человек, в 2002 году — 35 человек (русские — 94 %).
В 2007 году в деревне Лукино Пашозёрского СП проживали 26 человек, в 2010 году — 16.

## География
Деревня расположена в северо-восточной части района на автодороге 41К-887 (Кончик — Лукино).
Расстояние до административного центра поселения — 6 км.
Расстояние до ближайшей железнодорожной станции Тихвин — 105 км.
Через деревню протекает река Урья.

## Демография
| 2007 | 2010 | 2017 |
| ---- | ---- | ---- |
| 26   | ↘16  | ↗19  |

### Национальный состав
Согласно данным Всероссийской переписи населения 2021 года в деревне проживали 14 человек, из них:
 русские — 13, вепсы — 1 человек.

## Улицы
Ключевая, Отовский переулок.